# Simon Srebnik
Simon Srebnik, de son vrai nom Szymon Srebrnik (10 avril 1930 - 16 août 2006) a été déporté à 13 ans au camp d'extermination de Chełmno (Kulmhof en allemand), où les Allemands le prirent comme mascotte et forçat. Au démantèlement du camp, les gardes l'abattirent et le laissèrent pour mort. Il survécut et put témoigner aux procès contre des criminels de guerre et dans le film Shoah de Claude Lanzmann.